# St. Martiner Moor
St. Martiner Moor este o arie protejată (arie specială de conservare — SAC, sit de importanță comunitară — SCI) din Austria întinsă pe o suprafață de 45,32 ha, integral pe uscat.

## Localizare
Centrul sitului St. Martiner Moor este situat la coordonatele 46°34′57″N 13°58′35″E / 46.5824°N 13.9764°E.

## Înființare
Situl St. Martiner Moor a fost declarat sit de importanță comunitară în decembrie 2018 pentru a proteja 1 specie de animale. Situl a fost protejat și ca arie specială de conservare în decembrie 2018.

## Biodiversitate
Situată în ecoregiunea alpină, aria protejată conține 6 habitate naturale: Lacuri și iazuri distrofice naturale, Pajiști cu Molinia pe soluri calcaroase, turboase sau argilos-nămoloase (Molinion caeruleae), Liziere de ierburi înalte hidrofile de câmpie și de nivel montan până la alpin, Mlaștini alcaline, Mlaștini împădurite, Păduri aluvionare cu Alnus glutinosa și Fraxinus excelsior (Alno-Padion, Alnion incanae, Salicion albae).
La baza desemnării sitului se află o specie protejată de  nevertebrate: Austropotamobius torrentium.